# Dario Crapanzano
Dario Crapanzano (Milano, 12 gennaio 1939 – Milano, 21 ottobre 2020) è stato uno scrittore e pubblicitario italiano.

## Biografia
Nato a Milano nel 1939, si laureò in Giurisprudenza all'Università Statale e si diplomò all'Accademia di Arte Drammatica. 
Dopo aver lavorato in campo pubblicitario, esordì nel 1967 con la guida sentimentale A Milano con la ragazza...e no. 
Nel 2005 pubblicò il romanzo ironico-epistolare Ciao ipocondriaco, ma fu nel 2011 che raggiunse la notorietà creando il personaggio del commissario Mario Arrigoni che sarà protagonista di 9 indagini.
Nel 2018 con La squillo e il delitto di Lambrate introdusse il nuovo personaggio della investigatrice-squillo Margherita Grande.
Crapanzano è morto a 81 anni il 21 ottobre 2020 nella sua abitazione milanese.

## Opere

### Miscellanea
- A Milano con la ragazza...e no, Milano, Kidar, 1967
- Ciao ipocondriaco, Milano, Delos store, 2005 ISBN 88-89096-28-4.

### Serie commissario Arrigoni
- Il giallo di via Tadino: Milano, 1950, Genova, Fratelli Frilli, 2011 ISBN 978-88-7563-661-6. - Nuova ed. Milano, Mondadori, 2015 ISBN 978-88-04-64765-2.
- La bella del Chiaravalle: Milano, 1952, Genova, Fratelli Frilli, 2012 ISBN 978-88-7563-793-4. - Nuova ed. Milano, Mondadori, 2015 ISBN 978-88-04-65047-8.
- Il delitto di via Brera: Milano, 1952, Genova, Fratelli Frilli, 2012 ISBN 978-88-7563-748-4. - Nuova ed. Milano, Mondadori, 2015 ISBN 978-88-04-65893-1.
- Arrigoni e il caso di piazzale Loreto: Milano, 1952, Genova, Fratelli Frilli, 2013 ISBN 978-88-7563-896-2. - Nuova ed. Milano, Mondadori, 2015 ISBN 978-88-04-65987-7.
- Arrigoni e l'omicidio di via Vitruvio: Milano, 1953, Milano, Mondadori, 2013 ISBN 978-88-04-64280-0.
- Arrigoni e l'assassinio del prete bello: Milano, 1953, Milano, Mondadori, 2015 ISBN 978-88-04-65532-9.
- Il mistero della giovane infermiera: Milano, 1953, Milano, Mondadori, 2016 ISBN 978-88-04-66426-0.
- Arrigoni e l'omicidio nel bosco, Milano, Sem, 2018 ISBN 978-88-93-90108-6.
- Arrigoni e il delitto in redazione, Milano, Sem 2020 ISBN 978-88-93-90207-6.

### Serie Margherita Grande
- La squillo e il delitto di Lambrate, Milano, Sem, 2018 ISBN 978-88-93-90048-5.
- Una contessa a Chinatown, Milano, Sem, 2019 ISBN 978-88-93-90176-5.

### Serie Fausto Lorenzi
- Il furto della Divina Commedia. Un'indagine di Fausto Lorenzi, Milano, Mondadori, 2019 ISBN 978-88-04-71966-3.